# All My Friends Are Fake
All My Friends Are Fake è un singolo della cantante canadese Tate McRae, pubblicato il 18 ottobre 2019 come secondo estratto dal primo EP All the Things I Never Said.

## Video musicale
Il video, diretto da Jasper Soloff, è stato pubblicato contestualmente all'uscita del singolo sul canale YouTube della cantante.

## Tracce
1. All My Friends Are Fake – 3:05